# Mael Mórdha
Mael Mórdha (Маэл Морда) — ирландская келтик-метал группа, сформированная в 1998 году. Её название также может быть написано в традиционной ирландской типографике, как Mael Mórḋa. Музыка группы смешивает дум-метал с ирландской народной музыкой, создавая то, что называют «гэльским дум-металом».

## Характеристики
Название
Маэл Морда — это король Лейнстера, восставший против верховного короля Ирландии. Его имя было выбрано в качестве названия группы, так как предыдущее — Uaigneas (с ирл. — «одиночество») — не понравилось новым участникам группы.
Стиль
В музыке смешиваются скорбный оттенок традиционного дум-метала с чем-то более мощным «эпическим» и несколькими более грубыми сегментами, когда музыка набирает темп. Ещё один элемент, который особенно заметен в их звучании, сопровождая различные настроения и смены темпа, — это очень грамотно сыгранное фортепиано.
Лирика
Дебютный альбом Cluain Tarbh (2005) — это концептуальный альбом о решающей битве при Клонтарфе, которая изменила облик ирландской истории. Второй альбом Gealtacht Mael Mórdha (2007) посвящен историям о битвах и злых королях, что также отражено в названии («Безумие Маэля Морда»). Третий альбом Manannán (2010) о путешествии духа Маэля Морды в потусторонний мир, где он обнаруживает, что его дух — сын Мананнана и что его роль в общем порядке вещей заключается в наказании народа Ирландии, когда он переходит границы дозволенного.
Дизайн обложек
Внешний вид
Связь с родиной и интерес к ирландской истории также выражаются в костюмах группы, поскольку они явно отдают дань истории своими костюмами девятого века и боевой раскраской.

## История
Ройбер О'Богайль начал сочинять песни где-то в 1996 году, под сильным влиянием группы My Dying Bride. Изначально проект назывался Uaigneas, но к началу 1998 года он начал репетировать с басистом, нашел гитариста и «еще одного парня, который был готов попробовать себя в роли барабанщика, хотя и не умел играть», вследствие чего проект превратился в группу Mael Mórdha.
Благодаря двум последним демозаписям, Caoineadh na nGael (2003) и Cluain Tarbh E.P. (2004), группа подписала контракт с голландским лейблом Karmageddon Media, который выпустил дебютный альбом Cluain Tarbh 12 сентября 2005 года. Альтернативная запись заглавного трека альбома была выпущена на 7-дюймовом виниловом сплите с коллегами-ирландцами Primordial на Sentinel Records зимой 2005 года.
Из-за серьёзных внутренних проблем в Karmageddon и отсутствия альбома в продаже группа покинула лейбл и подписала контракт с Grau Records в Германии в феврале 2006 года. Gealtacht Mael Mórdha — первый альбом группы, выпущенный на Grau Records 19 марта 2007 года. В 2008 году их дебютный альбом был переиздан на Grau Records с двумя дополнительными треками, ранее издававшимися на первой демозаписи The Path to Insanity (1999).
Третий альбом Manannán был выпущен 14 мая 2010 года на лейбле Grau Records.
В период с ноября 2011 по январь 2012 года Mael Mórdha записали свой четвёртый альбом в студии Foel Studio в Уэльсе с продюсером Крисом Филдингом. Альбом под названием Damned When Dead был выпущен на Candlelight Records в сентябре 2013 года. В январе 2014 года группу покинул Ройбер О'Богайль. В октябре того же года его заменил вокалист/флейтист Стиофан Де Ройсте из Celtachor.
Группа взяла перерыв в ноябре 2015 года и вернулась с одним концертом в 2018 году.
В 2016 году Мерфи, Кэхилл и Клинс сформировали группу Death The Leveller вместе с бывшим вокалистом из Cursed Earth Денисом Доулингом.
Концерты
Группа выступала на фестивалях Abbeyleix Metalfest (Ирландия, 1999), Day of Darkness (Ирландия, 2003, 2004, 2007), Bloodstock Open Air (Англия, 2006, 2013), Heathen Crusade II (Сент-Пол, Миннесота, США, 2007), Doom Shall Rise (Гёппинген, Германия, 2007) и Dutch Doom Days (Роттердам, Нидерланды, 2007).
Группа приняла участие в ирландском этапе конкурса песни «Евровидение-2005» в конце 2004 года с целью попасть в финал, который состоялся в Киеве, Украина, в 2005 году.

## Участники
Текущий состав

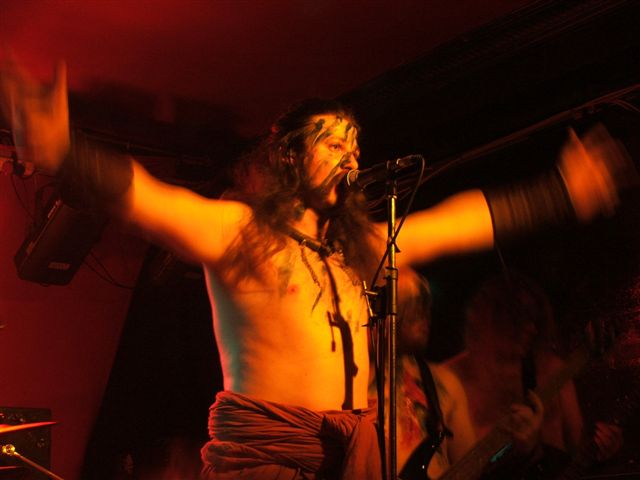
Mael Mórdha.

- Stíofán De Roiste — вокал, вистл (2014—н. в.)
- Gerry Clince — гитары (2000—н. в.)
- Dave Murphy — бас (2000—н. в.)
- Shane Cahill — ударные (2003—н. в.)

## Дискография
Альбомы
- Cluain Tarbh (2005)
- Gealtacht Mael Mórdha (2007)
- Manannán (2010)
- Damned When Dead (2013)[11]

Прочее
- The Path to Insanity (1999) — демо
- The Inferno Spreads (2000) — демо
- Caoineadh na nGael (2003) — демо
- Cluain Tarbh E.P. (2004) — демо
- Primordial / Mael Mórdha (2005) — сплит-сингл